# Szisz Ferenc
Szisz Ferenc (Szeghalom, 1873. szeptember 20.– Auffargis, 1944. február 21.) magyar származású francia gépészmérnök, a Renault gyár tesztelési osztályvezetője, autóversenyzőként az 1906. június 26-án megrendezett első Grand Prix, az 1906-os francia nagydíj győztese.

## Ifjú évei
Ősei erdélyi szászok voltak, a család neve is a német süß (édes) szóból származik. Édesapja költözött át a „Sárrét fővárosába”, miután részt vett az 1848–49-es forradalom és szabadságharcban. Apja, Szisz János urasági lovászmester, anyja, Somogyi Julianna háztartásbeli volt. Hét gyermek közül Ferenc volt a hatodik. Iskolai tanulmányait Dobozon kezdte meg, ahol apja gróf Wenckheim Frigyes birtokán dolgozott gazdatisztként.
A gépészet iránti érdeklődése hamar megmutatkozott. Felvették a szeghalmi uradalmi gépműhelybe, majd a gyulai gimnáziumban tanult. A húszas éveinek elején lévő, lakatos és rézöntő munkával kenyeret kereső Sziszt magával ragadta az autók egyre növekvő térnyerése, ezért munkájával párhuzamosan – szabadidejében – műszaki tanulmányokat folytatott.
Huszonhét éves korában feleségével, az osztrák származású Elisabeth Dornnal – miután megfordult Bécsben, Salzburgban, Münchenben és Berlinben – 1900 tavaszán Párizsban kötött ki és telepedett le, ahol végül is 1901-ben a Renault cégnél talált munkát.

## A Renault mérnöke
Az okleveles gépész és feltaláló mérnöki tehetségét a Renault fivérek gyorsan felismerték: szabadalmait megvették, s korlátlan kísérletezési és fejlesztési lehetőségeket kapott. Találmányaival és újításaival jelentősen javította a Renault versenyképességét, ő alkotta meg az első szabályozott öngyulladású motort, és ő váltotta ki a kurblit egy sűrített levegős indítószerkezettel. Tehetsége révén egyre nélkülözhetetlenebb lett a Renault tesztelési osztályán, és mikor a cég érdekelt lett a versenyzésben, 1902-ben őt választották Louis Renault szerelőjének a versenyekre. Marcel Renault 1903-ban, a Párizs-Madrid autóversenyen bekövetkezett halála után a csapat versenyzőjévé lépett elő. Ötödik lett a Gordon Bennett Kupa kieséses versenyen a Clermont-Ferrand melletti Circuit d'Auvergne-en. Ugyanaz év októberében több francia és olasz autógyártóval egyetemben a Renault egy csapatot küldött az Amerikai Egyesült Államokba, hogy részt vegyenek a Long Islandi Vanderbilt Kupán (New Yorkban).↑ Vanderbilt Kupa 1905:  Abban a mezőnyben, amelyben ott volt Felice Nazzaro és Louis Chevrolet a Fiat színeiben, Szisz Ferenc ötödik helyen végzett a győztes, szintén francia Victor Hémery mögött, aki egy Darracq pilótája volt.

## Az első Grand Prix győztese

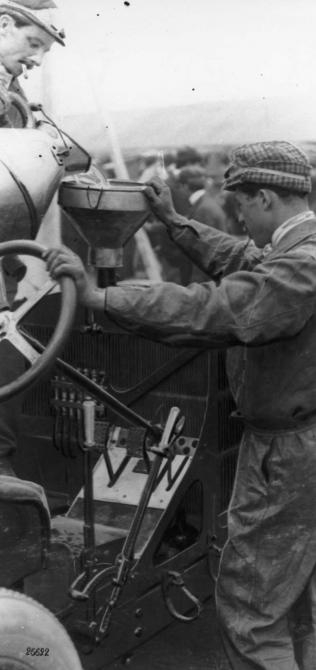
Szisz Ferenc és szerelője autója tankolása közben az 1906-os francia nagydíjon

1905-ben kinevezték a Renault tesztelési osztályvezetőjének, s noha e beosztása gyakran akadályozta a versenyzésben, 1906. június 26-27-én örökre beírta nevét az autóversenyzés évkönyveibe: szerelőjével, M. Marteau-val a „3A” rajtszámú Renault AK 90CV pilótájaként megnyerte az első Grand Prix (Nagydíj) versenyt, amelynek során Le Mans – Saint Calais – Ferté Bernard országúton kijelölt, nagyjából háromszögű pálya 103,18 km-es távolságát naponta hatszor kellett megtenni. A kétnapos versenyen harminckét gépkocsi rajtolt, melyből – a nagy hőség miatt – az első napon 16, a másodikon további 5 gépkocsi esett ki. Szisz fölényes, 32 perc előnnyel kivívott győzelmét a gyengébb teljesítményű – mindössze 90 lóerős – Renault nyergében egy műszaki újítás tette lehetővé: autójára a Michelin fivérek újdonságát, a könnyen cserélhető keréktárcsára szerelt gumiabroncsot tették fel. Szisz végül is szenzációszámba menő 100,8 km/h átlagsebességet ért el: az 1238,16 km megtételéhez 12 óra 14 perc 7 másodpercre volt szüksége. Teljesítményével Európa-szerte népszerű lett, képeslapok, plakátok készültek róla. A győzelemért 45 ezer frank jutalomban részesült, soron kívül megkapta a francia állampolgárságot, és ő volt az első autóversenyző, aki állami elismerést kapott Franciaországban.
Szisz Grand Prix-győzelme, és a verseny üzleti sikere hamarosan több más Grand Prix verseny megszervezéséhez vezetett Európában. A rákövetkező évben az olasz Felice Nazzaro (aki 1906-ban másodikként végzett Szisz mögött), nyerte meg a második Francia Grand Prix-t. A francia nemzeti hőssé vált Szisz részt vett az 1908. évi versenyen is, de nem ért célba, és hasonló sorsra jutott műszaki problémák miatt a savannah-i Grand Prix-n Georgiában, amelyet az Amerikai Automobil Klub rendezett.

## Az önálló versenyző és vállalkozó
1909 elején Szisz elhagyta a Renault céget, hogy – Renault és Delaunay-Belleville típusok javítására szakosodva – saját műhelyt nyisson Neuilly-sur-Seine-ben. Hat év távollét után, 1914 júliusában, Fernand Charron rábírta, hogy újra versenyezzen egy Alda pilótájaként a francia Grand Prix-n Lyonban. A versenyen, amelyet Christian Lautenschlager nyert a Mercedes színeiben, Szisz Ferenc autóján tiszteletképpen a N° 1-es rajtszám szerepelt, de egy sérülés miatt kicsivel a verseny fele után annak feladására kényszerült. Az európai autóversenyek szeptemberben, az első  világháború kitörésekor véget értek. Szisz Ferenc önkéntesként belépett a francia hadseregbe, ahol az algériai szállító csapatok vezetőjeként szolgált, míg nyolc hónappal később kórházba nem került tífusz miatt.
A háború után Renault és Citroën gépjárművekre szakosodva folytatta autójavító iparát.  A 30-as évek elején visszavonult, s a Párizstól mintegy 40 kilométerre fekvő auffargisi villájában élt, amíg 71. életévében tüdőgyulladásban el nem hunyt. Az auffargisi temetőben helyezték örök nyugalomra. Felesége 1958-ban követte, „Famille Szisz” feliratú fekete márvány sírjukat a Francia Autóklub és a Renault Művek tartják karban.

## Emlékezete

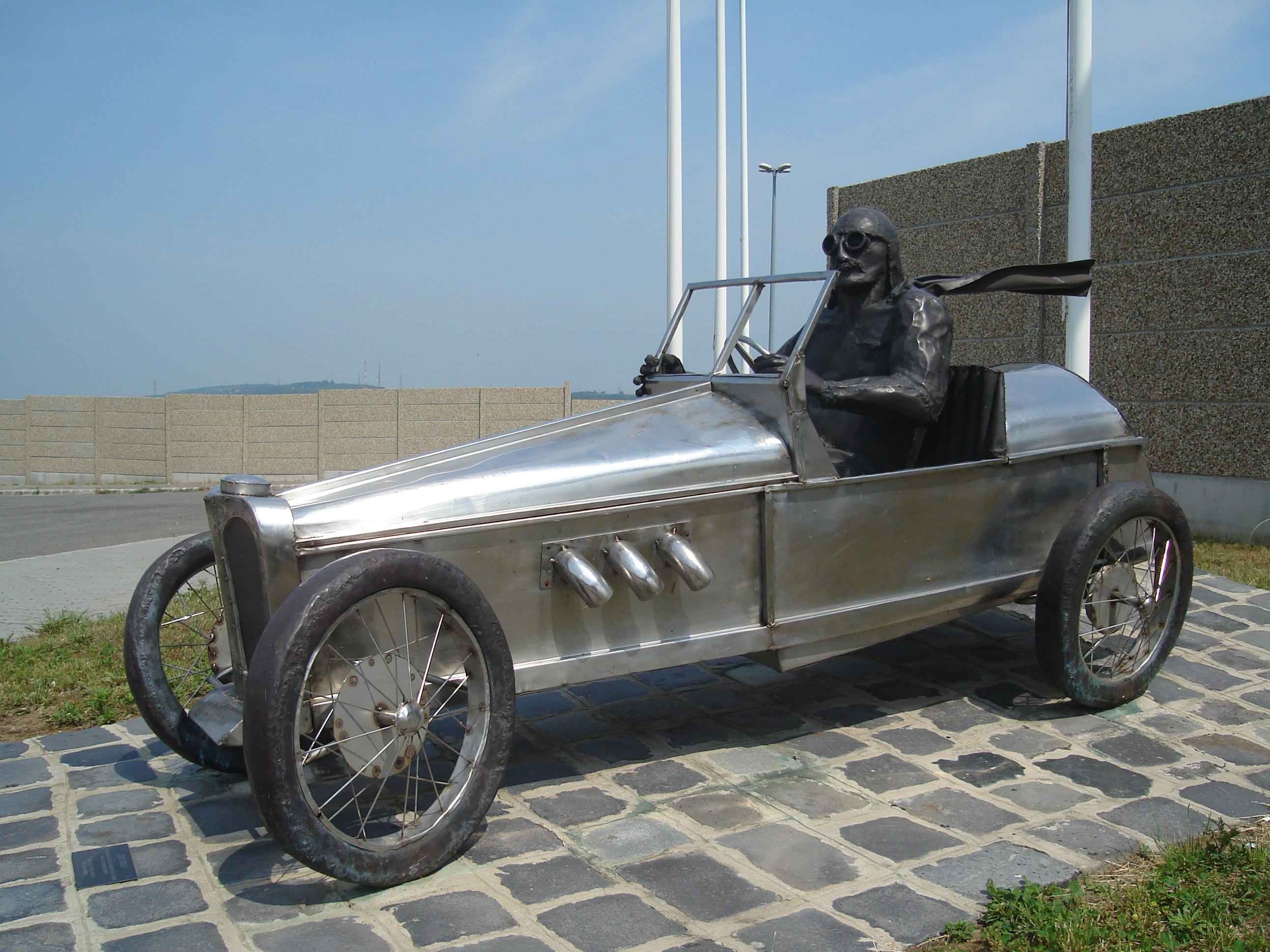
Szisz Ferenc szobra a Hungaroring bejáratánál

Szisz Ferenc emlékét Franciaországban számos emlékmű őrzi, továbbá három múzeum: a Szisz Múzeum, amely a Le Mans-i versenypálya közelében található Renault Múzeum része, a Renault Történeti Múzeum, a Szeghalmi Sárréti Múzeum és a Haris testvérek Autós Múzeuma.
A Hungaroring első (jobb) kanyarját Szisz Ferencről nevezték el, 2003 óta pedig az új főbejárat előtt autós szobra fogadja a látogatókat.
Magyarországon, Szeghalom Város Önkormányzata az 1906-os első GP győzelem 100 éves évfordulója tiszteletére, 2006. augusztus 4-én hiteles Szisz Ferenc mellszobrot állított a városi sportcsarnok előtti téren. Ugyanakkor nyitották meg a sportcsarnokban az „első bajnok”-ról készített állandó emlékkiállítást is.

## Egy ál-autóversenyző
Az 1950-es években egyes magyar történészek azt állították, hogy megtalálták a nagy autóversenyzőt, aki hazatért és Tiszaszentimrén él. Az 1956-os Budapesti Nemzetközi Vásáron interjút is készítettek vele. A Renault képviselői felkeresték és különféle ajándékokat – például egy, az autógyárról készült albumot is – adtak neki. Az autóversenyző Szisz Ferenc testvéreinek leszármazottai ma is élnek Magyarországon Gyulán, Szeghalom környékén és Budapesten. Fiúágon a nevüket Szeghalmira változtatták, illetve leányágon a Szisz név  nem öröklődött. Szeghalmi Ferenc (az autóversenyző Szisz Ferenc keresztfia) akkor azonnal felkereste az álautóversenyzőt, hogy tisztázza a helyzetet. De az csak dicsekedett múltjával, noha nem is tudott franciául. Nem cáfolta a legendát és a valóságos magyarországi Szisz rokonságról fogalma se volt. Jellemző a korra, hogy hiába volt a magyarországi rokonság cáfolata, a valóság csak jóval később, majdnem 20 év múlva nyerhetett csak teret a nyilvánosságban.

## Fordítás
- Ez a szócikk részben vagy egészben a Ferenc Szisz című angol Wikipédia-szócikk fordításán alapul.  Az eredeti cikk szerkesztőit annak laptörténete sorolja fel. Ez a jelzés csupán a megfogalmazás eredetét és a szerzői jogokat jelzi, nem szolgál a cikkben szereplő információk forrásmegjelöléseként.